# 西之表市立安城中学校
西之表市立安城中学校（にしのおもてしりつ あんじょうちゅうがっこう）は鹿児島県西之表市の公立中学校。種子島に所在した。

## 概要
- 西之表市安城にあった中学校である。学級数は、1学年1学級であり、生徒数は、10数人台の小規模校であった。

## 沿革
- 1947年5月1日 - 西之表町立安城中学校として開校。158名が在籍。
- 1956年2月25日 - 校歌発表。
- 1958年10月1日 - 市制施行に伴い西之表市立安城中学校に改称。
- 1966年3月7日 - 完全給食開始。
- 2009年3月15日 - 閉校式挙行･閉校記念碑除幕。
- 2009年3月31日 - 閉校。（卒業生総数:2156名）
- 翌日、西之表市立種子島中学校開校に伴い統合。

## 通学区域
- 安城小学校 通学区域

## 閉校について
- 2009年（平成21年）4月、旧種子島高校の敷地に、市内の6中学校を統合した種子島中学校が開校したのに伴い閉校。